# 愛媛県道125号伊予三島停車場線
愛媛県道125号伊予三島停車場線（えひめけんどう125ごう いよみしまていしゃじょうせん）は、愛媛県四国中央市を通る一般県道である。

## 概要
四国中央市三島中央3丁目から1丁目を結ぶ。

### 路線データ
- 起点：四国中央市三島中央3丁目（JR四国予讃線 伊予三島駅前）
- 終点：四国中央市三島中央1丁目（三島中央交差点、国道11号交点、愛媛県道123号金生三島線終点）

## 地理

### 通過する自治体
- 四国中央市

### 交差する道路
| 交差する道路                                    | 交差する場所  | 交差する場所               |
| ----------------------------------------------- | ------------- | -------------------------- |
| 国道11号 国道192号 重複 愛媛県道123号金生三島線 | 三島中央1丁目 | 三島中央1丁目交差点 / 終点 |

### 沿線
- JR四国予讃線 伊予三島駅